# Argynnis pusilla
Argynnis pusilla är en fjärilsart som beskrevs av Wnukowsky 1927. Argynnis pusilla ingår i släktet Argynnis och familjen praktfjärilar. Inga underarter finns listade i Catalogue of Life.